# Меркет
Меркет (на фински: Märket, на шведски: Märket, [mɛrket]) е остров в Балтийско море без постоянно население.
Западната част от острова принадлежи на Швеция, а източната - на Финландия (автономна провинция Оландски острови). Островът е и най-западната точка на Финландия.
Меркет е най-малкият по площ (едва 3 ha) в света остров, който е поделен между 2 страни.
На всеки 25 години се извършва демаркация на границата. Последната такава е извършена през 2006 година.

## История
Морският фар е построен през 1885 г. от Финландия и се преобразува в автоматичен през 1979 г. При строежа на фара все още не съществувала точна карта на острова и впоследствие се оказва, че е построен на шведска територия. За да може фарът да остане на финландска територия, границата по-късно е променена така, че площта и бреговата ивица за всяка от страните не се променя.
След края на Руско-шведската война от 1808 – 1809 година съгласно Фридрихсхамския мирен договор Финландия и Оландските острови са включени в състава на Руската империя. Най-западният от островите Меркет е поделен поравно между Русия и Швеция, а през 1917 г. с обявяване на независимост на Финландия руската част става финландска.